# Copella
A Copella a sugarasúszójú halak (Actinopterygii) osztályának pontylazacalakúak (Characiformes) rendjébe, ezen belül a Lebiasinidae családjába tartozó nem.

## Tudnivalók
A Copella-fajok Dél-Amerika édesvizeinek lakói. Méretük fajtól függően 3,4-5,1 centiméter között változik.

## Rendszerezés
A nembe az alábbi 9 faj tartozik:
- fecskendező pontylazac (Copella arnoldi) (Regan, 1912)
- Copella carsevennensis (Regan, 1912)
- Copella compta (Myers, 1927)
- Copella eigenmanni (Regan, 1912)
- Copella meinkeni Zarske & Géry, 2006
- Copella metae (Eigenmann, 1914)
- Copella nattereri (Steindachner, 1876)
- Copella nigrofasciata (Meinken, 1952)
- Copella vilmae Géry, 1963